# 鳥銃手

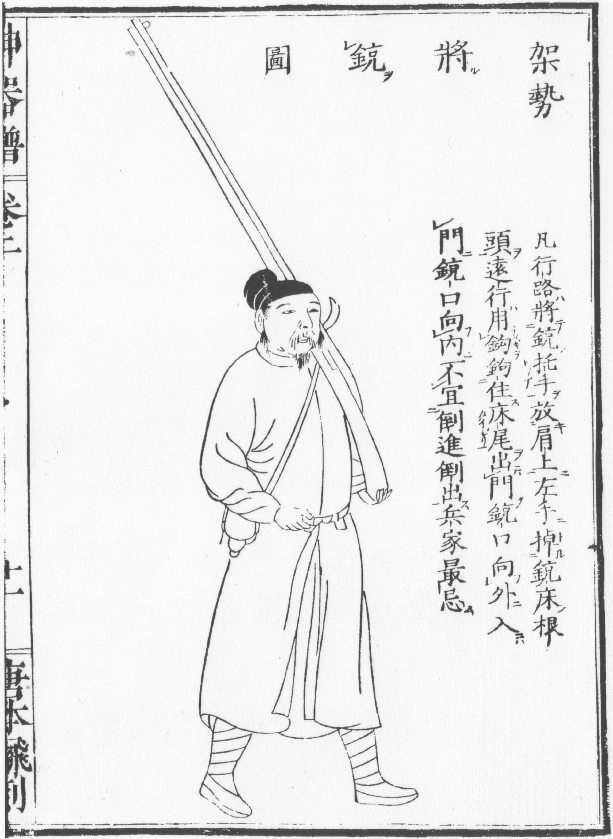
《神器譜》中的持銃行進圖。

鳥銃手或稱鳥槍手，是裝備鳥銃的人員。

## 亞洲

### 中國
鳥銃手在中國最早出现在明朝。趙士楨著的《神器譜》中，紀載鄂圖曼土耳其人（嚕密人）鳥銃手打放嚕密鳥銃的步驟。 戚繼光在薊州練兵時的編制中，車營的佛郎機銃手與鳥銃手佔戰鬥人員數量的62.5%，步營的鳥銃手佔戰鬥人員數量的50%。明代至清初時，鳥銃手與其他遠程武器射手亦會以火器戰車（裝載盾牌的推車）作為遮蔽物。
清廷於康熙30年時在滿蒙八旗中成立火器營，抽調5000多人專門使用鳥銃。雍正5年至雍正10年，清廷先後規定各省綠營鳥銃手佔全數約40%至50%，砲兵約佔10%，此比例至19世紀中期前無太大變化。清初八旗兵以弓箭為主要射擊武器，清中葉鳥銃兵逐漸取代弓兵，19世紀中葉弓箭則完全廢除。

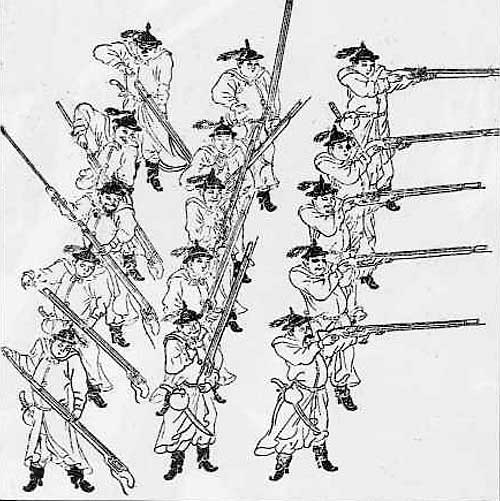
排成三列各別裝銃、進銃、放銃的鳥銃手陣形。
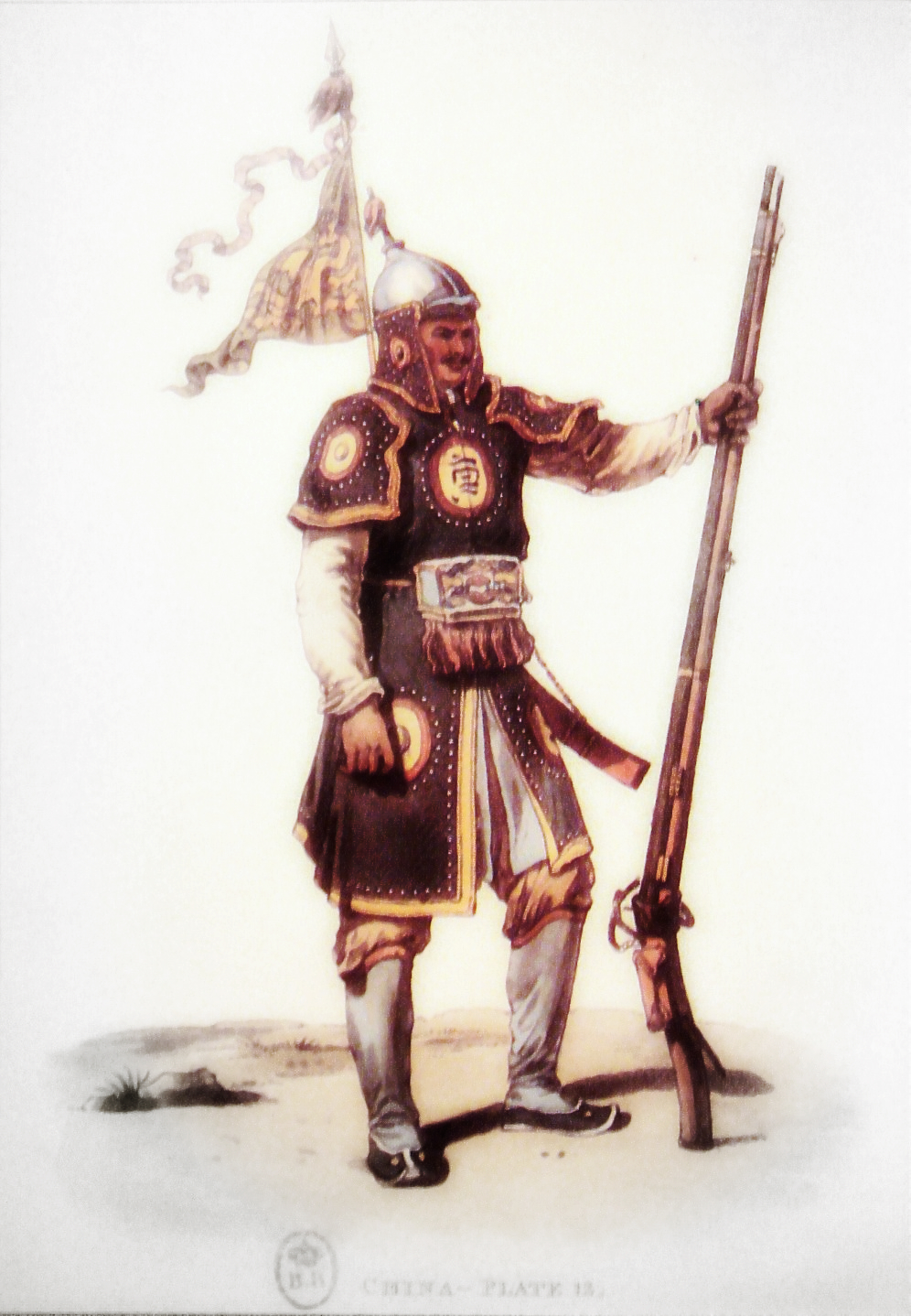
清朝鳥槍手。

### 日本
在西元1543年的鐵砲傳入事件，一艘預定从澳门开往双屿（今浙江省舟山市佛渡島）的走私贸易船，船主是王直，船上乘客包括幾名葡萄牙人，遭遇颱風漂流到了日本九州南側的种子岛。岛主种子岛时尧以2000两黄金的价格买了两把火繩式鳥銃，且让号称「种子岛锻冶栋梁」的八板金兵卫清定仿制成為種子島銃，日本人將傳入的鳥銃稱為鐵砲，裝備這種火器的部隊則稱為鐵砲隊。铁砲对日本当时的战争和战术都产生了巨大影响。

## 歐洲

### 西班牙

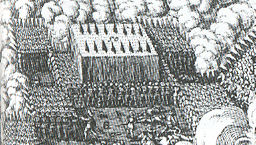
Tercio陣，外圍為鳥銃手，中間為長柄槍手。

近代西班牙軍隊中的三一方陣（Tercio，意思是「三分之一」，或稱西班牙大方陣（Spanish Square））是一個混合多種步兵的陣式，最多可有三千名長柄槍兵、劍兵與鳥銃兵組成陣式，這種陣式在當時的歐洲幾乎是無敵的，充分的使近距離殺傷用的長柄槍和遠距離殺傷用的鳥銃互補其短。早先在鉤銃手（Arquebusier）組成的「Coronelias」在1525年在帕維亞之戰戰勝了法國並活捉他們的國王後，由鳥銃手（拿的是當時比鉤銃大兩倍的銃）組成的「Tercios」早就堅固地確立它的威信。

### 不列顛
紅衣兵（Redcoat）是不列顛帝國陸軍的主要單位，該種步兵裝備.75英吋口徑的褐筒（Brown Bess）鳥銃，完整訓練的紅衣兵可以每分4次的射率開火。1854年改用前裝米尼步槍，準確射程比褐筒提升了3倍。

## 圖集

持鳥銃的拿破崙戰爭重演者。
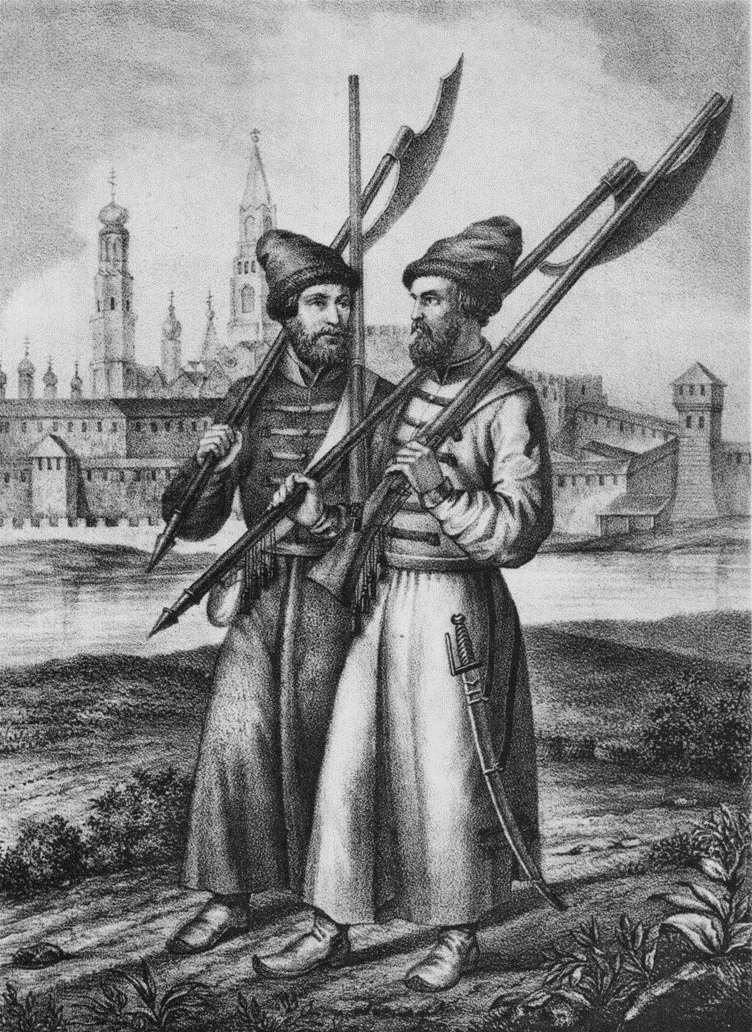
俄國鳥銃手。
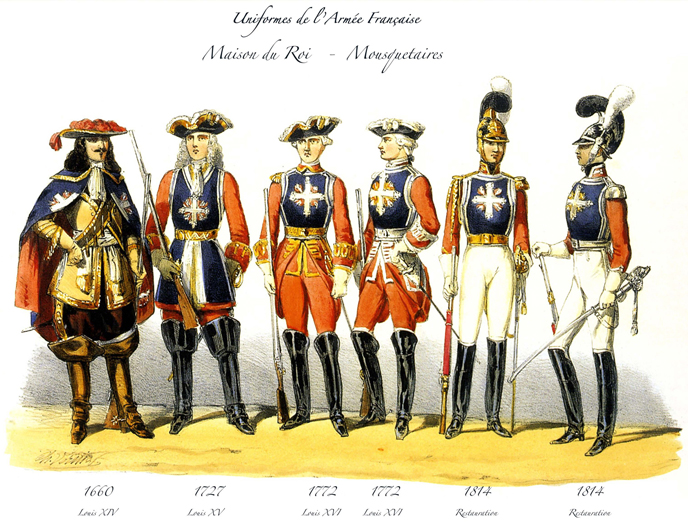
法國鳥銃手。